# Osamu Shimomura
Osamu Shimomura (født 27. august 1928, død 19. oktober 2018) var en japansk kemiker og marinbiolog, der som den første opdagede og isolerede et fluorescerende protein i vandmænd (Aequorea victoria), der siden er blevet et vigtigt redskab for biologer og medicinere i overvågningen af flere samtidige biologiske processer i forskellige organismer, bl.a. kræftcellers udbredelse. For sit arbejde tildeltes han i 2008 Nobelprisen i kemi sammen med de to amerikanere, Martin Chalfie og Roger Tsien, der arbejdede videre på Shimomuras opdagelse.